# FOru
 Ли Джэ Хун  (кор. 이재훈, родился 22 февраля 1981, Анян) — корейский прогеймер, представляет расу Протосс. Ли Джэ Хун более известен под ником fOru, а также Shining Toss, Papa Bear. Победитель WCG 2005.

## Интересные факты
- fOru обыграл российского профессионального игрока Androide в финале WCG 2005 и тем самым спас репутацию Кореи как «непобедимой» страны на WCG по StarCraft. Этот момент был показан в специальном выпуске канала National Geographic, который посвящался WCG 2005 и StarCraft в Южной Корее.

## Основные достижения
- 1 место World Cyber Games 2005